# Leon Seidel
Leon Seidel (Colonia, 22 novembre 1996) è un attore tedesco, molto conosciuto per il ruolo di Huckleberry Finn nei film Tom Sawyer e Le avventure di Huckleberry Finn.

## Biografia

### Giovinezza e carriera
Seidel è nato a Colonia il 22 novembre 1996. Il suo talento per la recitazione, ha detto lo stesso attore, sembra averlo ereditato dal padre, che lavorò in un gruppo di cabarettisti. Nel 2009, all'età di undici anni, fece il suo debutto come attore nel film Berlin 36. Nello stesso anno recitò nella serie televisiva Stromberg. Dopo aver recitato nella commedia sportiva Teufelskicker ottenne il suo primo ruolo importante nel film Wintertochter del 2011. Nello stesso anno recitò il ruolo dell'orfano Huckleberry Finn nel film Tom Sawyer, recitando accanto a Louis Hofmann, che interpretò la parte di Tom Sawyer. Nel 2012 egli tornò ad interpretare il ruolo di Finn nel film sequel Le avventure di Huckleberry Finn. Dopo aver recitato in alcuni film televisivi come Nachbarn süß-sauer e Die Auserwählten ed essere apparso in alcune serie televisive come Squadra Speciale Colonia, nel 2015 ha recitato nel film Land of Mine - Sotto la sabbia, nuovamente accanto all'attore Louis Hofmann.

## Premi e nomination
| Anno | Manifestazione              | Premio                 | Categoria              | Lavoro           | Risultato   |
| ---- | --------------------------- | ---------------------- | ---------------------- | ---------------- | ----------- |
| 2015 | German Screen Actors Awards | DSP Award              | Miglior giovane attore | Die Auserwählten | Candidato/a |
| 2015 | Günter Strack TV Award      | Günter Strack TV Award | Miglior giovane attore | Die Auserwählten | Candidato/a |

## Filmografia

### Attore

#### Cinema
- Berlin 36 (2009)
- Teufelskicker (2010)
- Wintertochter (2011)
- Tom Sawyer (2011)
- Le avventure di Huckleberry Finn (Die Abenteuer des Huck Finn) (2012)
- Land of Mine - Sotto la sabbia (Under sandet) (2015)
- Durch den Vorhang (2015) – cortometraggio
- Jonathan (2016)

#### Televisione
- Tatort, nell'episodio "Der Fluch der Mumie" (2010)
- Stromberg, negli episodi "Helge" (2009), "Die Rückkehr" (2009), "Frau Wilhelmi" (2011) e "Der Nachfolger" (2011)
- Der Lehrer, nell'episodio "Kann ich hier mobben?" (2014)
- Squadra Speciale Colonia (SOKO Köln), nell'episodio "Auf der schiefen Bahn" (2014)
- Nachbarn süß-sauer (2014) – film TV
- Die Auserwählten, regia di Christoph Röhl – film TV (2014)
- SOKO München, nell'episodio "Herzblut" (2015)
- Squadra speciale Lipsia (SOKO Leipzig), nell'episodio "Väter" (2016)
- Noi siamo l'onda – serie TV, 5 episodi (2019)

### Doppiatori
- Rabbit School - I guardiani dell'uovo d'oro (Die Häschenschule: Jagd nach dem goldenen Ei), regia di Ute von Münchow-Pohl (2017)